# Typhochrestoides baikalensis
Typhochrestoides baikalensis är en spindelart som beskrevs av Kirill Yeskov 1990. Typhochrestoides baikalensis ingår i släktet Typhochrestoides och familjen täckvävarspindlar. Inga underarter finns listade i Catalogue of Life.